# Al Tadamon Sporting Club
Ne pas confondre avec Al Tadamon Tyr, club libanais
Maillots
Actualités
Le Al Tadamon Sporting Club (en arabe : نادي التضامن الرياضي), plus couramment abrégé en Al Tadamon, est un club koweïtien de football fondé en 1965 et basé dans la ville d'Al Farwaniyah.

## Palmarès
| \| - Championnat du Koweït : - Vice-Champion : 1999. - Coupe du Koweït : - Finaliste : 1984, 1994 et 2000. \| \| - Championnat du Koweït D2 (3) : - Vainqueur : 1966-67, 1973-74 et 1985-86. \| |  |                                                                             |
| - Championnat du Koweït : - Vice-Champion : 1999. - Coupe du Koweït : - Finaliste : 1984, 1994 et 2000.                                                                                         |  | - Championnat du Koweït D2 (3) : - Vainqueur : 1966-67, 1973-74 et 1985-86. |

## Personnalités du club

### Entraîneurs
- Željko Markov

### Anciens joueurs
- Fathi Kameel